# Deutsche Poolbillard-Meisterschaft 1991 (Damen)
Die Deutsche Poolbillard-Meisterschaft 1991 war die elfte Austragung zur Ermittlung der nationalen Meistertitel der Damen in der Billardvariante Poolbillard. Sie wurde in Mannheim ausgetragen.
Es wurden die Deutschen Meisterinnen in den Disziplinen 14/1 endlos, 8-Ball, 9-Ball und 8-Ball-Pokal ermittelt.

## Medaillengewinner
| Disziplin    | Gold                             | Silber                                | Bronze                             | 4. Platz                         |
| ------------ | -------------------------------- | ------------------------------------- | ---------------------------------- | -------------------------------- |
| 14/1 endlos  | Franziska Stark (PBC Oftersheim) | Birgit Reimann (PBC 1860 Bremen)      | Andrea Kroll (PBC Oftersheim)      | Eva Urlaß (PBC München-West)     |
| 8-Ball       | Franziska Stark (PBC Oftersheim) | Ilona Bernhard (PBC Bad Kreuznach)    | Sabine Kamplade (1. PBSC Hannover) | Dietlinde Souquet (BC Alsdorf)   |
| 9-Ball       | Franziska Stark (PBC Oftersheim) | Sylvia Buschhüter (PBC Oftersheim)    | Ilona Bernhard (PBC Bad Kreuznach) | Klara Lensing (PBC Kelze Ente)   |
| 8-Ball-Pokal | Beate Bergfeld (PBC Weiterstadt) | Diana Tuchel (Blau Gelb Bockum-Hövel) | Karin Bogs (1. PBC Rheinhausen)    | Birgit Reimann (PBC 1860 Bremen) |